# Océarium du Croisic
L'Océarium du Croisic, situé près du port du Croisic à 400 mètres de la mer, fait partie des plus grands aquariums privés français. Sur une surface de 1 700 m2, il expose plus de 4 000 animaux qui se répartissent dans les 56 aquariums. Chaque année, il accueille plus de 250 000 visiteurs par an, ce qui en fait le onzième aquarium de France en termes de visites. Il est également le troisième site de visite en Loire-Atlantique.

## Historique
L'Océarium est né d'une histoire familiale en 1968 avec l'aménagement d'un aquarium au fond d'un commerce de mareyeurs du Croisic Janine et Jean Auffret, destiné à faire patienter leurs clients. Cet espace situé sur le port, en face de l'actuelle criée, s'est petit à petit transformé en musée. Celui-ci est devenu l'« Aquarium de la Côte d'Amour » en 1972. Vu son succès et étant donné l'étroitesse du bâtiment, le musée est transféré en 1992 sur son site actuel et se transforme en Océarium. En 1994, sont installés une colonie de manchots. En 1998 a été aménagé l'ile de Vancouver, un espace consacré au Canada. En 2003, un nouveau bâtiment de 800 m2 est construit pour abriter des requins d'Australie. Cinq ans plus tard est ouvert l'espace du lagon qui accueille des poissons tropicaux provenant des Caraïbes, du Sri Lanka ou d'Indonésie. En 2010 l'espace des Cyclades est aménagé. En 2012, l'Océarium a fêté ses 20 ans. 4 ans après, deux espaces ont été relookés : la nurserie et l'espace coquillage. Un nouvel espace voit le jour en 2016: le bassin de raies du Pacifique. En 27 ans, l'Océarium du Croisic a accueilli plus de 7 millions de visiteurs.
En juillet 2020, l'Océarium libère 30 requins de l'espèce roussette, nées dans ses bassins. « Une action exceptionnelle dans l’univers des aquariums » selon l'Océarium. Il y a eu de très nombreuses naissances en 2019, ce qui a décidé cette libération sur une plage de l'Atlantique.

## Les différentes escales

### Les raies du Pacifique
Ce bassin de 800 000 litres d’eau de mer accueille quatre espèces de raies. Ce spectacle est unique en Europe, aucun autre aquarium ne présente autant de raies dans un seul et même bassin. Construit en douze mois, ce bassin a demandé l’aide de trois techniciens japonais pour la pose de la vitre de l’aquarium. Du 9 juillet au 31 décembre 2016, un espace consacré à l’exposition « La Mer et les Hommes » a été installé dominant le bassin des raies.

### Le lagon
Le lagon propose de voir des poissons aux mille couleurs. Ces poissons tropicaux venant des Caraïbes, du Sri Lanka ou de l’Indonésie exige de grands soins et notamment une eau à 25 °C.

### Les requins d’Australie
Un aquarium de 18 mètres de long, de 14 mètres de large et de 4,5 mètres de haut dévoile une vue panoramique sur l’ensemble des espèces de requins présents dans l’aquarium. 25 requins venant de différentes espèces sont visibles aux visiteurs ainsi que de certaines raies et tortues. En tout 12 espèces d’animaux sont présentes dans cet aquarium.

### Le tunnel
Ce tunnel créé aux États-Unis fut le premier en Europe, il permet aux spectateurs d’avoir une vue magistrale sur l’ensemble des poissons présents dans le bassin. Un soigneur plonge régulièrement s’occupant ainsi de l’entretien du bassin et du nourrissage à la main des 200 poissons tels que les raies et les squales. Ce spectacle est très attendu des visiteurs. Ils peuvent ainsi voir et observer les nombreux poissons sous tous les angles.

### La nurserie
Cet espace présente les premiers stades de la vie marine.  On peut y voir des petits homards, des raies et des roussettes juvéniles, mais aussi des petites seiches, des œufs de bulots, des civelles, etc.

### Les manchots du Cap
Dans cet espace, 27 manchots vivent ensemble où les naissances sont nombreuses. Tous les jours, les visiteurs peuvent assister à leur nourrissage par un soigneur (11h,15h et 17h) C'est aussi l'occasion de mieux connaître ces oiseaux dont l'espèce est menacée.

### Le nautilus
Le Nautilus rend hommage à Jules Verne avec son décor de vieux sous-marin. On y trouve des limules, des carangues royales, des tarpons, ainsi que les méduses communes (Aurelia aurita).

### Belle-Île
Sept bassins sont dédiés à cette île qui recèle un richesse d'espèces parfois méconnues: Hippocampes, anémones, éponges, entélures, cérianthes, ophiures, lottes, etc.

### Les Cyclades
Les Cyclades emmènent les visiteurs dans les profondeurs de la Méditerranée où les animaux peuvent se dissimuler derrière les nombreuses roches et herbes présents. Des espèces telles que la murène commune, le barbier, la cigale de mer ou bien encore le mérou brun sont à la vue de tous.

### Vancouver
Dans cette partie, l’Océarium présente un espace réservé totalement au Canada. Il est ainsi possible de voir les nombreux totems qui permettent aux visiteurs de se sentir en Amérique. Les différentes espèces visibles à l’intérieur de ces bassins, comme le loup de mer ou bien les étoiles de mer, évoluent dans une eau entre 8 et 12 degrés parfaite pour eux.

### L’Île d’Yeu
Des espèces connues de tous, telles que des langoustines, des homards ou simplement des étoiles de mer, un autre espace est dédié aux espèces de l’Atlantique.

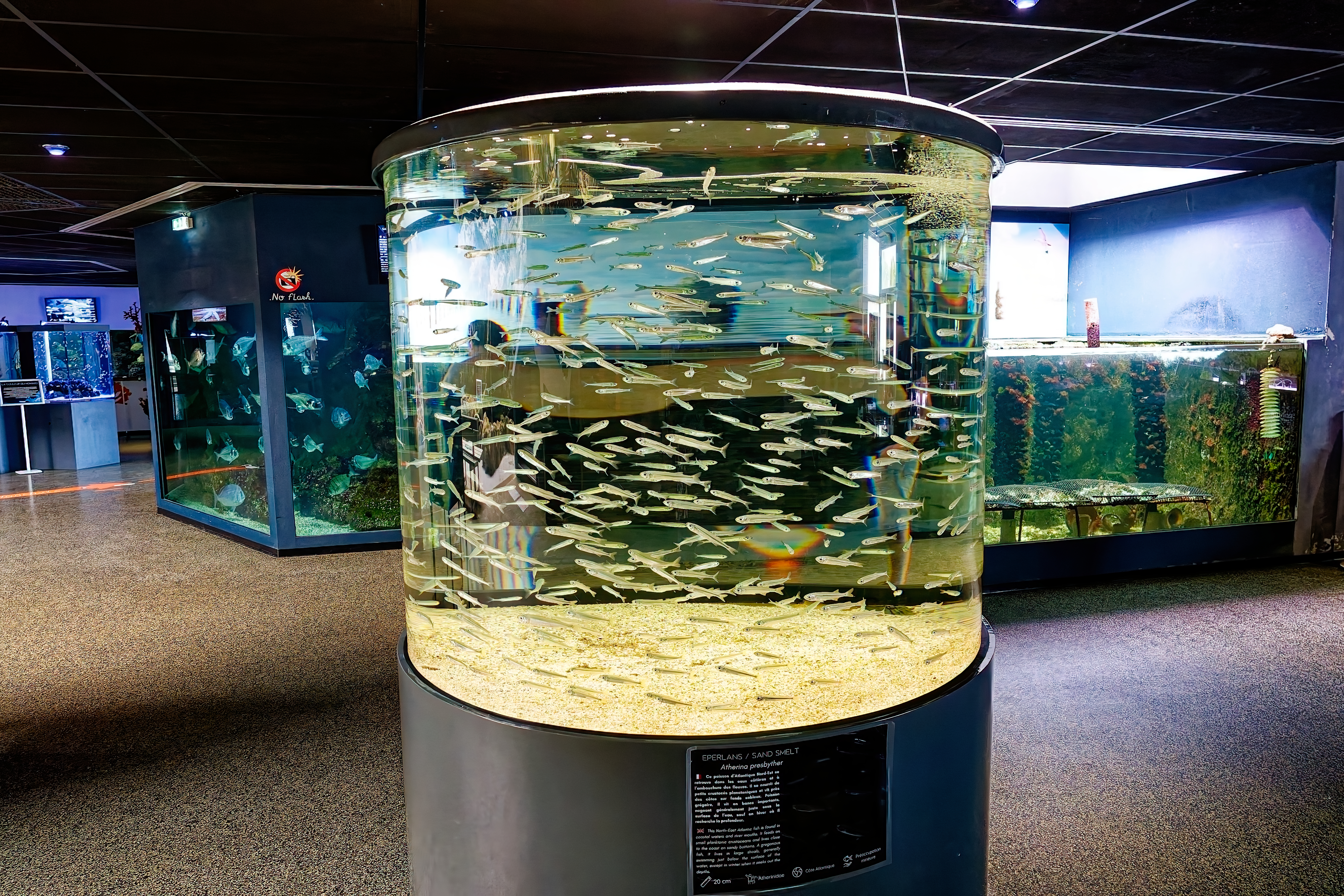
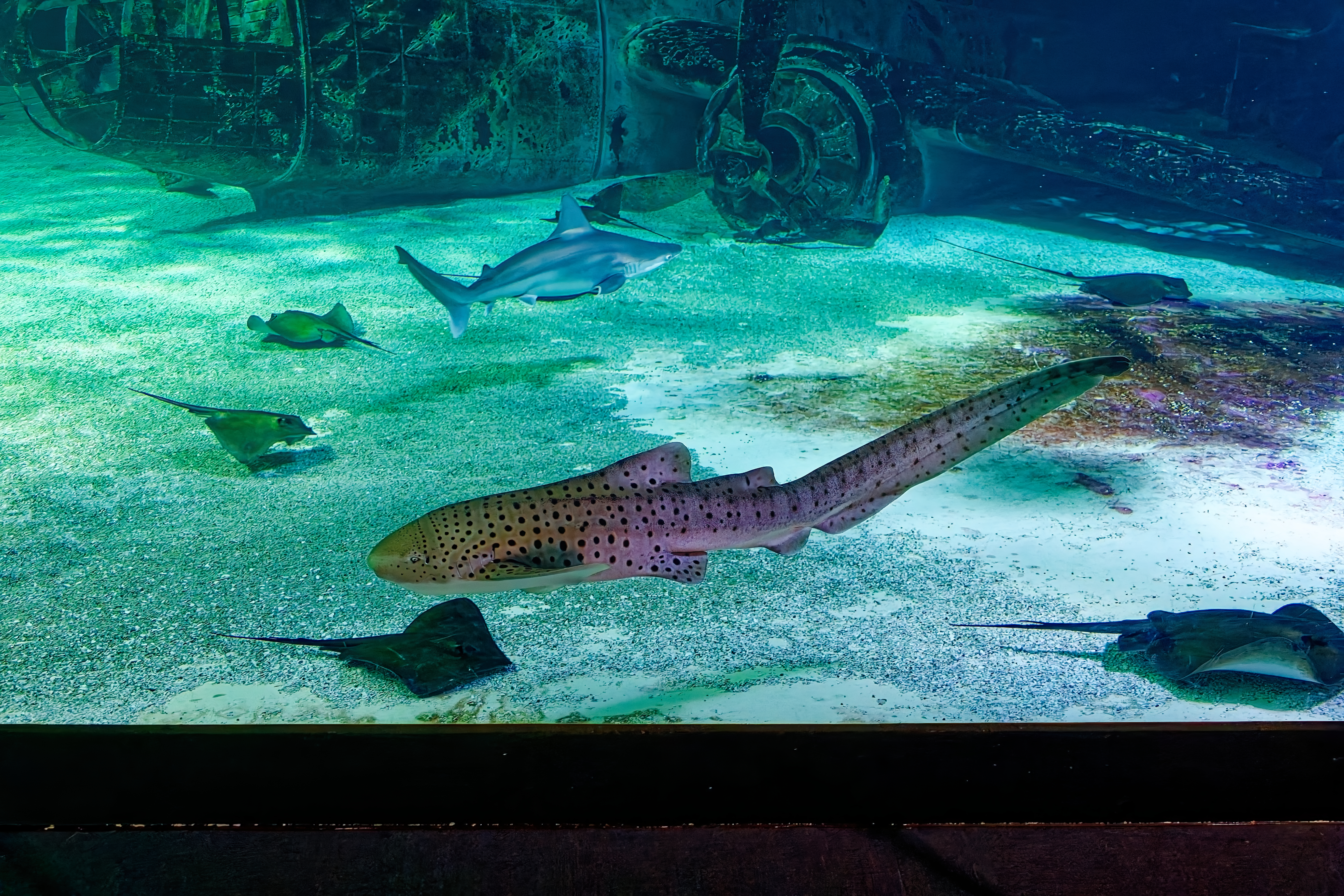
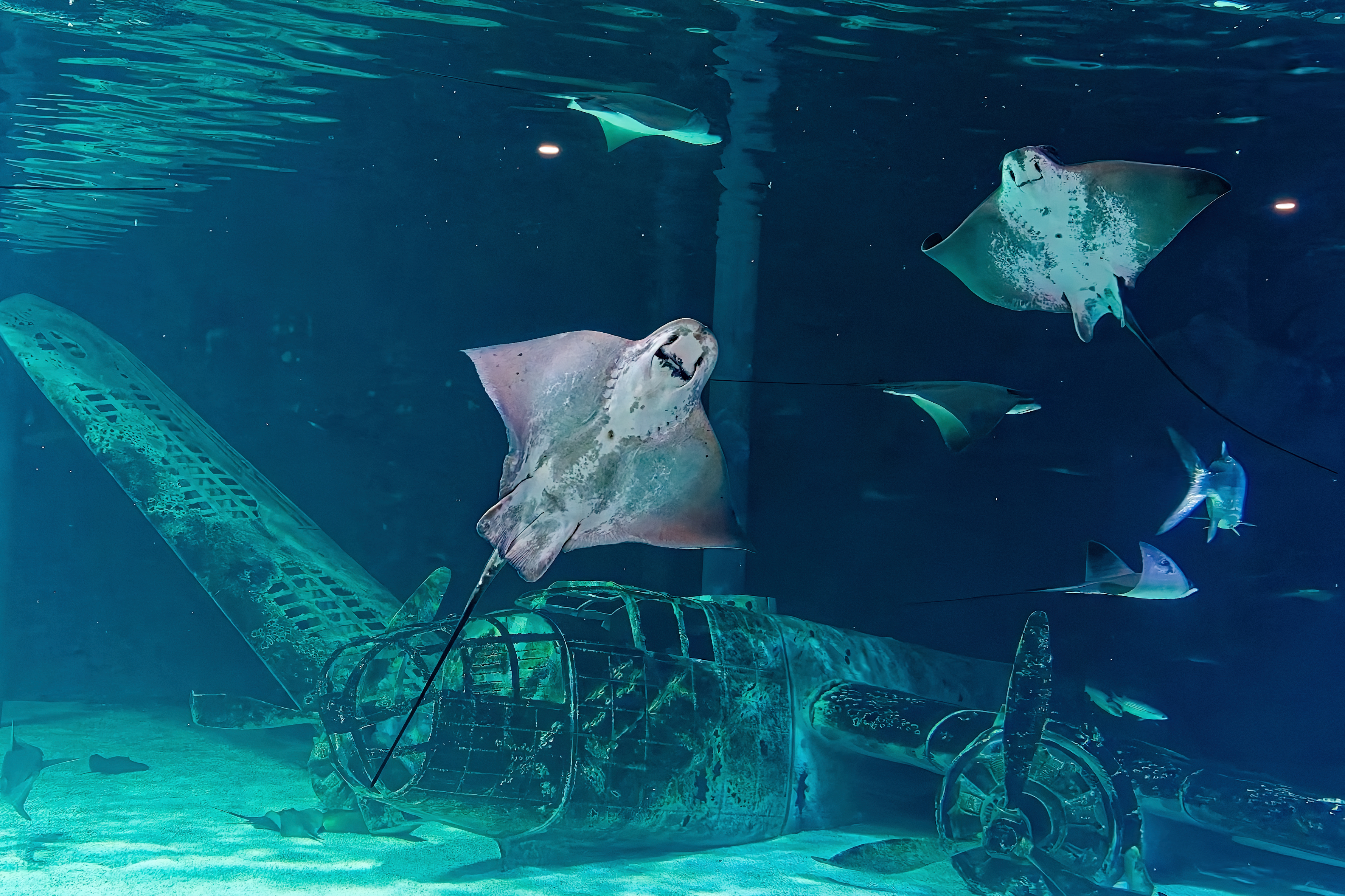
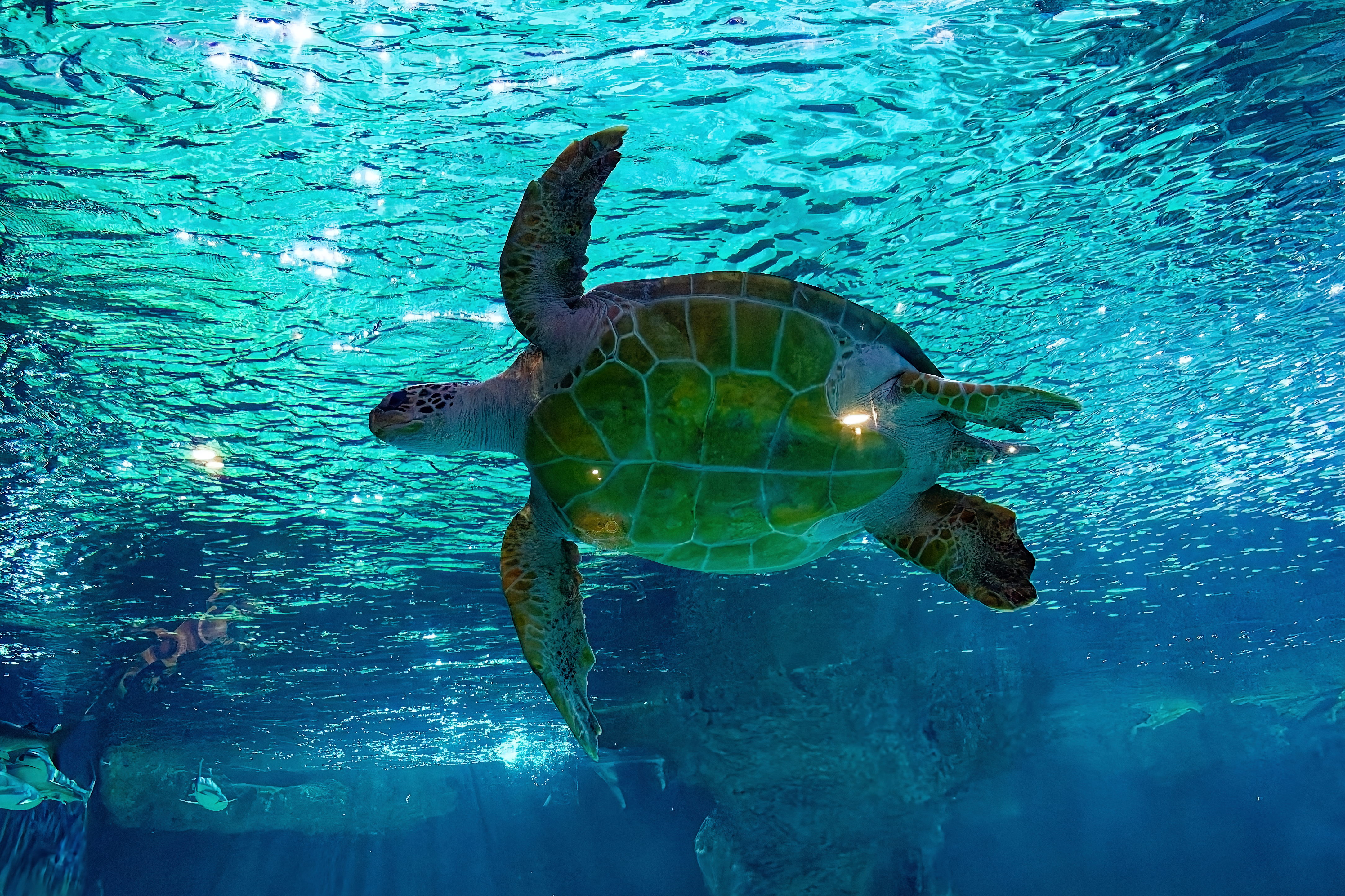
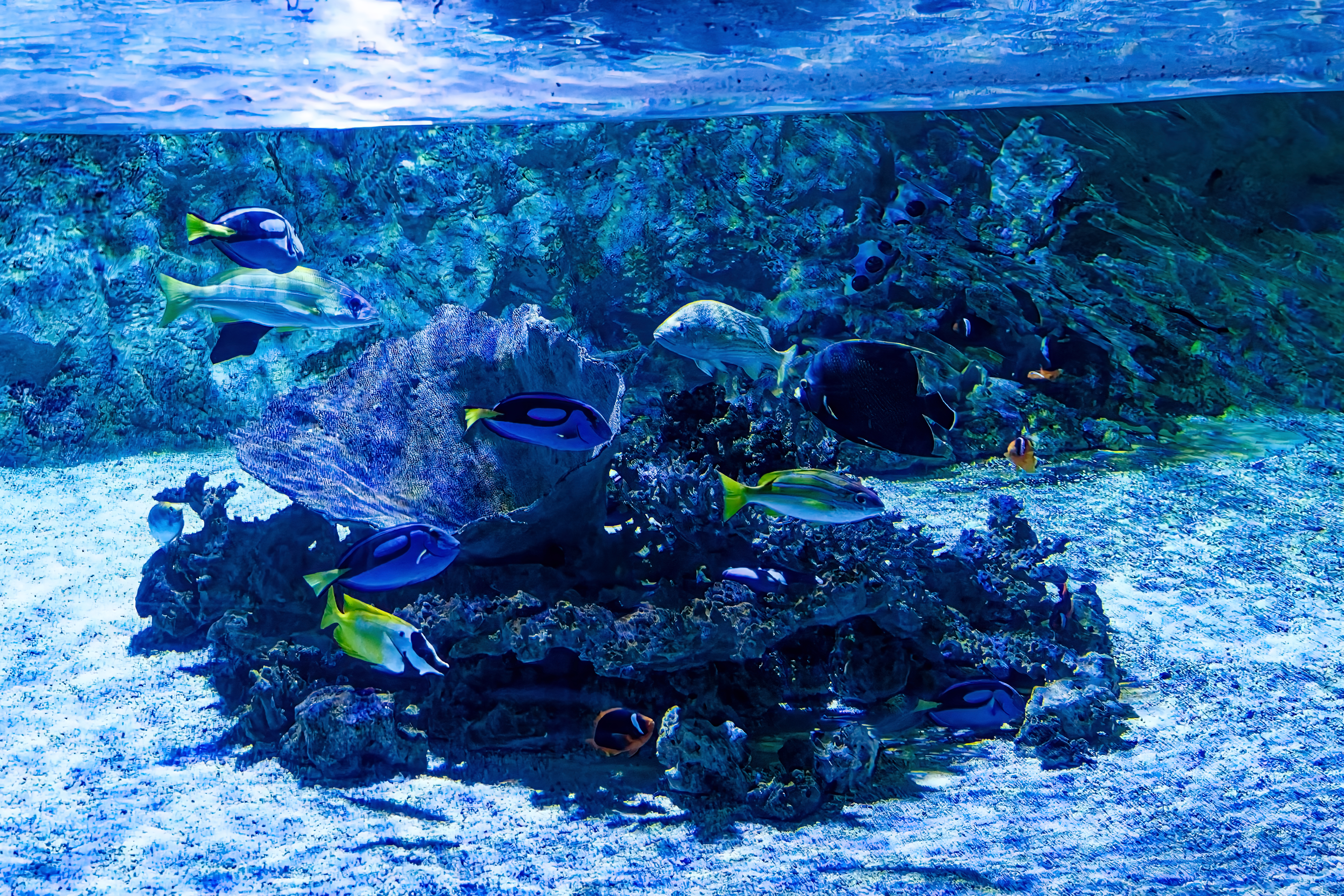
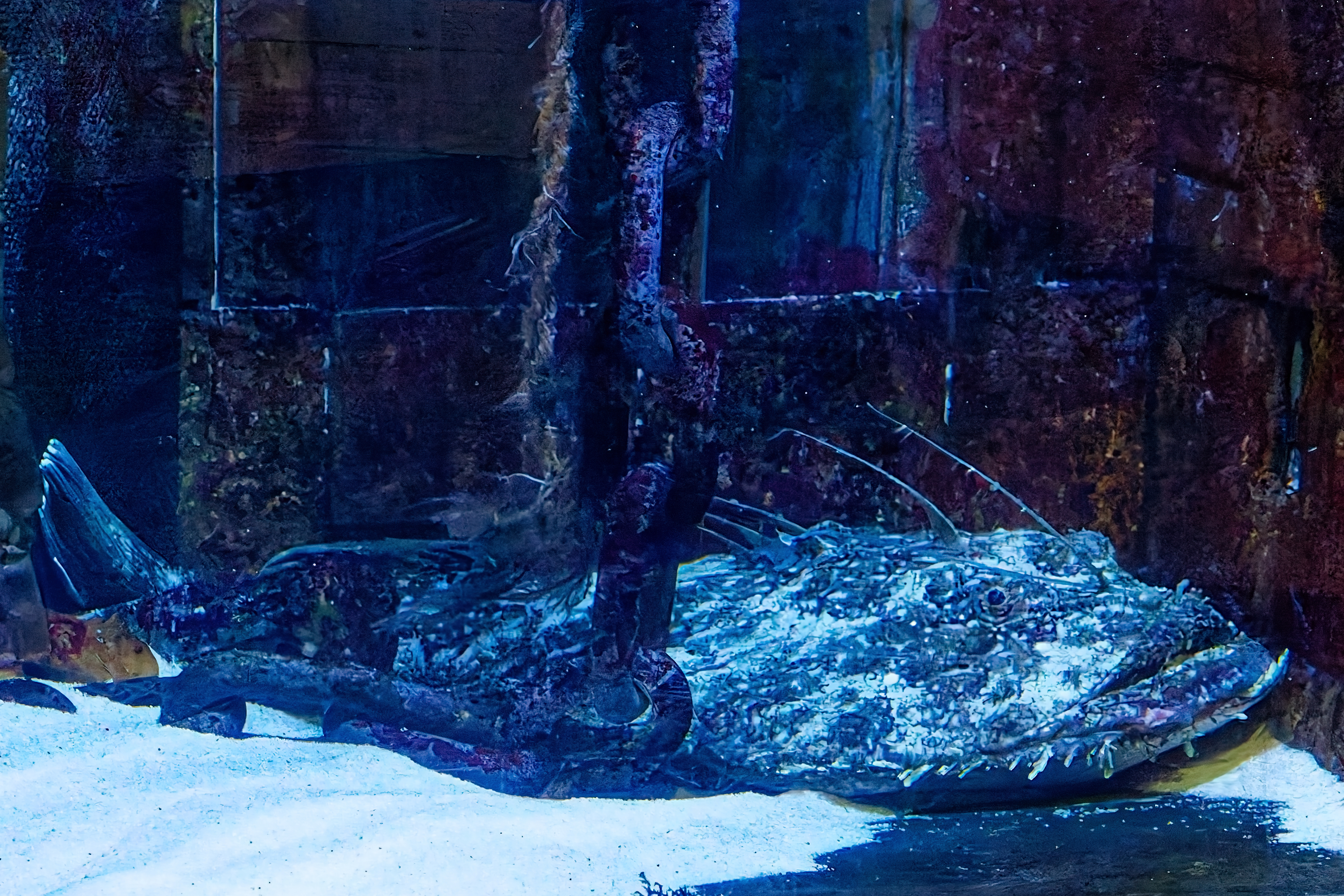
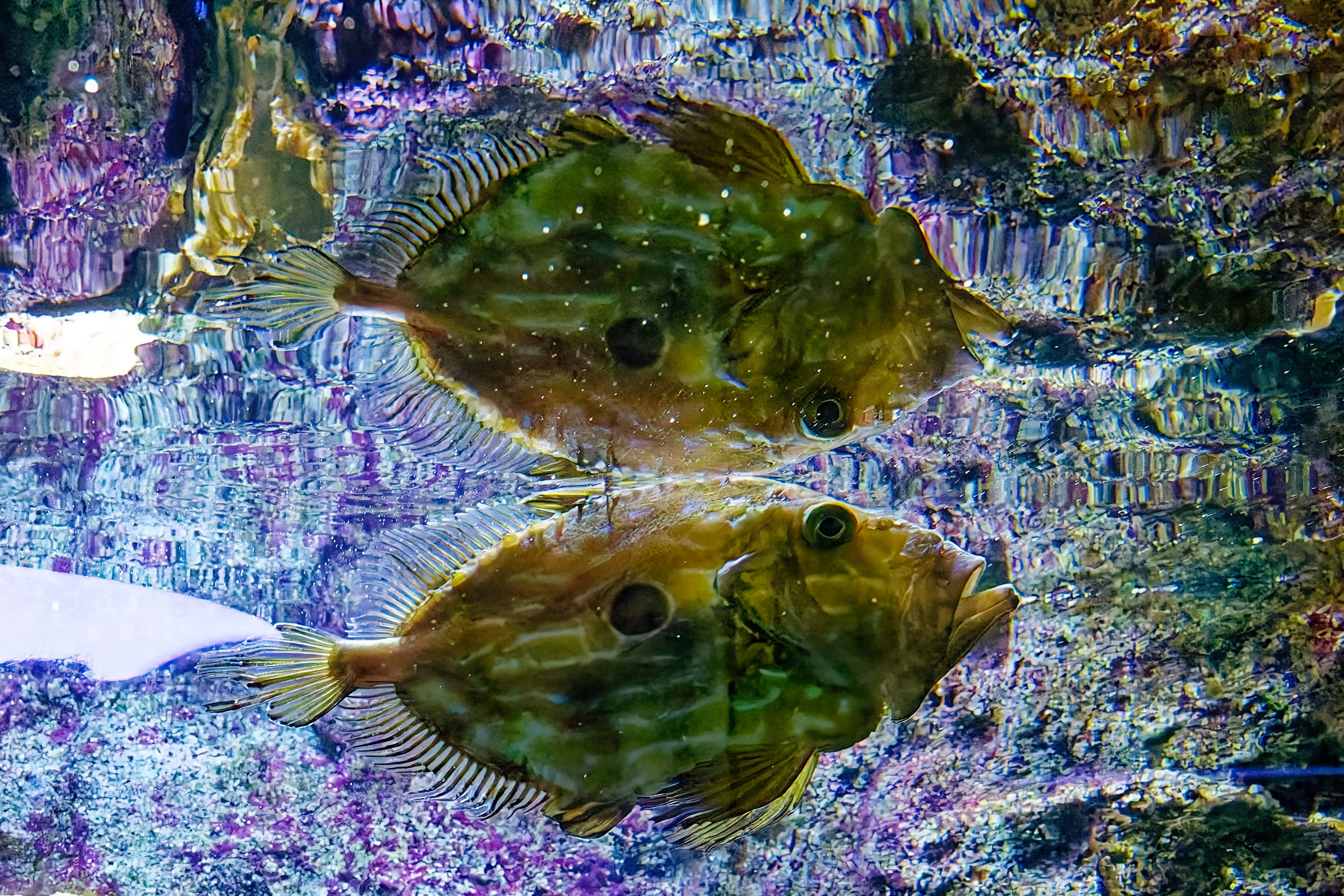
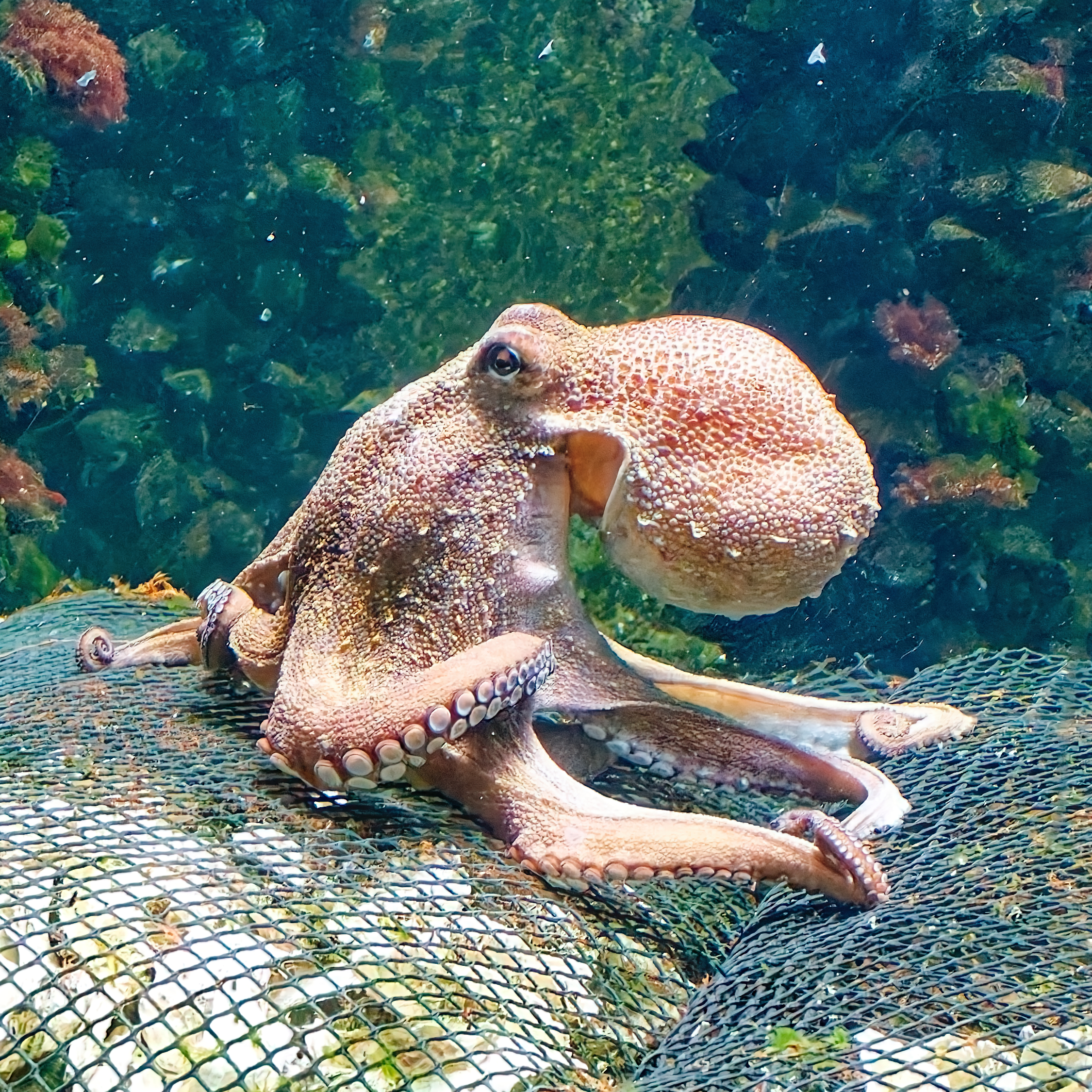
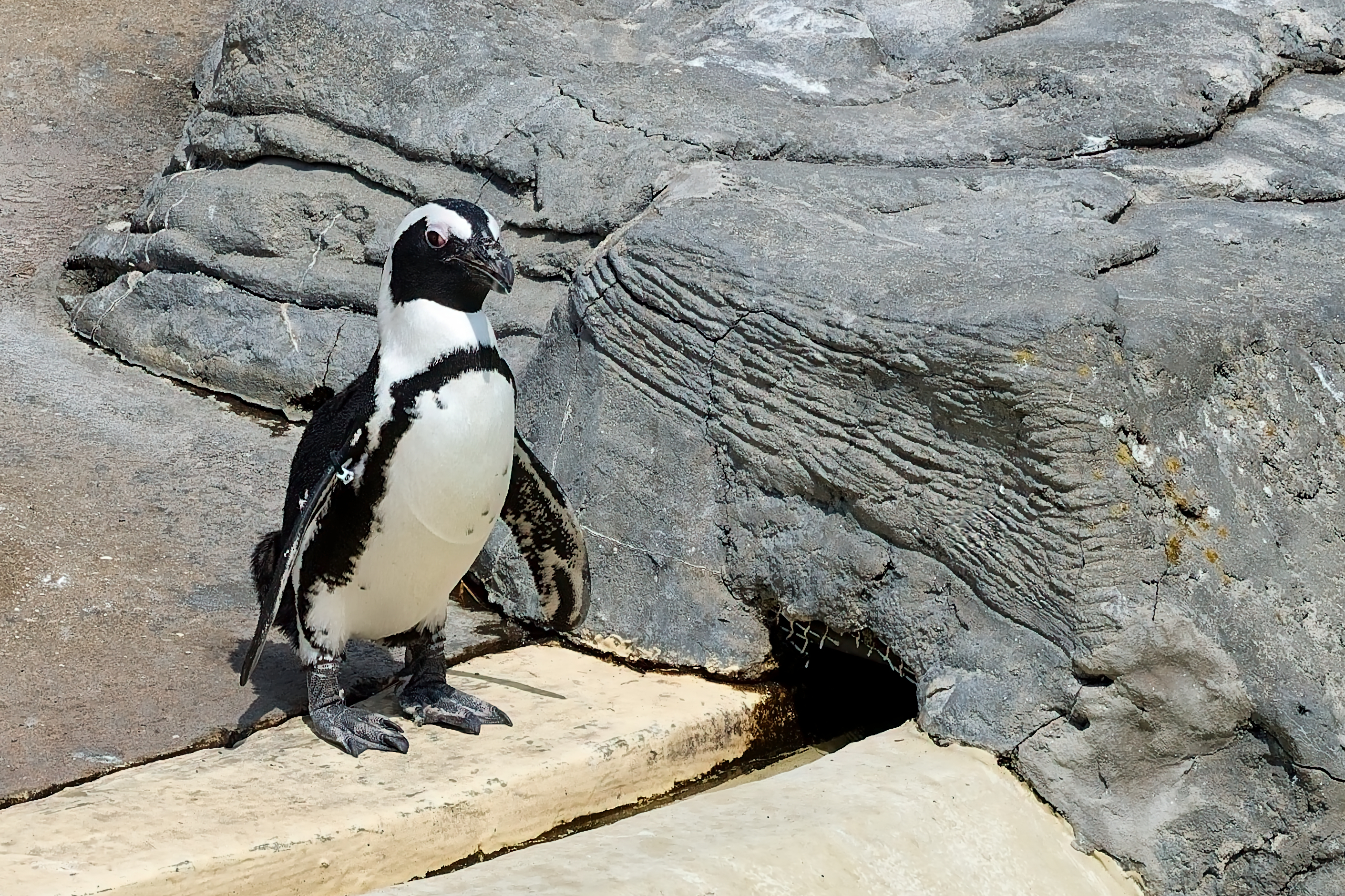